# Sin-Iddinam
Sin-Iddinam o Sin-Idinnam fue el noveno rey de Larsa. Gobernó entre los años 1849 y 1843 a. C. según la cronología larga. Se enfrentó a potencias emergentes como Babilonia y Ešnunna; esta última ejercía su control sobre las ciudades situadas en el valle del Diyala.
A pesar de su corto reinado, en casi todo él pudo conquistar nuevas ciudades. A las ya vasallas de Larsa, entre las que destaba Ur, añadió Bad-Tibira y las ciudades de la cuenca del río Diyala, que conservó casi durante todo su trono. Llegó a acercarse a Aššur. Conquistó también Ibrat, situada sobre el curso del Tigris. Además de por sus conquistas se le recuerda por ordenar la construcción de diversos templos y por ordenar obras de ingeniería para reconducir el cauce del río Tigris, que a causa de los deshielos provocaba desastrosas inundaciones a su paso por Larsa.
Durante los reinados de Nur-Adad y Sin-Iddinam Larsa vivió su apogeo cultural. Se introdujo en la ciudad el género literario sumerio de los himnos reales. El primero aparece durante el gobierno de Nur-Adad, probablemente a causa de la conquista de Nippur.
| Predecesor: Nur-Adad | Rey de Larsa 1849 a. C. - 1843 a. C. | Sucesor: Sin-Eribam |
| Predecesor: Nur-Adad | Rey de Lagaš 1849 a. C. - 1843 a. C. | Sucesor: Sin-Eribam |
| Predecesor: Nur-Adad | Rey de Eridu 1849 a. C. - 1843 a. C. | Sucesor: Sin-Eribam |
| Predecesor: Nur-Adad | Rey de Ur 1849 a. C. - 1843 a. C.    | Sucesor: Sin-Eribam |
| Predecesor: ¿? - ¿?  | Rey de Bad-Tibira ¿? - ¿?            | Sucesor: ¿? - ¿?    |
| Predecesor: Nur-Adad | Rey de Nippur 1849 a. C. - ¿?        | Sucesor: ¿?         |
| Predecesor: ¿?       | Rey de Ibrat ¿?                      | Sucesor: ¿?         |